# Naineris quadraticeps
Naineris quadraticeps är en ringmaskart som beskrevs av Francis Day 1965. Naineris quadraticeps ingår i släktet Naineris och familjen Orbiniidae. Inga underarter finns listade i Catalogue of Life.